# یواس‌ان‌اس سروان رابرت کریگ (تی‌ای‌کی-۲۵۲)
یواس‌ان‌اس سروان رابرت کریگ (تی‌ای‌کی-۲۵۲) (به انگلیسی: USNS Lt. Robert Craig (T-AK-252)) یک کشتی بود که طول آن ۴۵۵ فوت (۱۳۹ متر) بود. این کشتی در سال ۱۹۴۵ ساخته شد.